# Leninszki járás

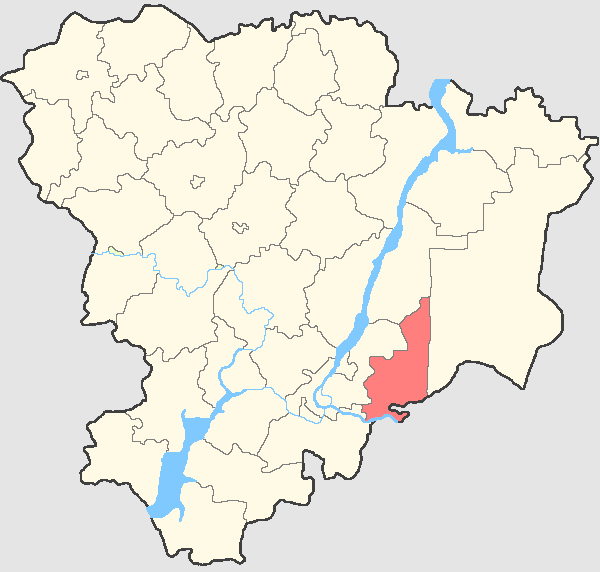
A Lenyinszki járás a Volgográdi területen

A Leninszki járás (oroszul Ленинский район) Oroszország egyik járása a Volgográdi területen. Székhelye Leninszk.

## Népesség
- 1989-ben 30 778 lakosa volt.
- 2002-ben 31 483 lakosa volt.
- 2010-ben 30 375 lakosa volt, melyből 23 262 orosz, 1 975 tatár, 1 910 kazah, 393 csecsen, 321 ukrán, 256 koreai, 241 csuvas, 215 örmény, 200 tadzsik, 175 kumik, 159 mari, 151 cigány, 110 fehérorosz, 103 német, 93 üzbég, 78 azeri, 57 udmurt, 53 moldáv, 41 lezg, 34 ezid, 23 kalmük, 22 dargin, 16 görög, 15 mordvin, 14 avar, 12 baskír, 11 grúz stb.